# Peter Prokosch
Peter Lutz Prokosch (* 1952 in Lüdenscheid) ist ein deutscher Diplom-Biologe und ehemaliger Managing Director von GRID-Arendal in Norwegen UNEP Global Resource Information Database.

## Leben
Peter Prokosch ging auf die Rudolf-Steiner-Schule in Wuppertal, absolvierte seinen Zivildienst bei der Schutzstation Wattenmeer auf Hallig Langeneß und war in seiner Studienzeit in Kiel Mitbegründer der Aktionsgemeinschaft Nordseewatten, einer Bewegung, die zur Ausweisung des Schleswig-Holsteinischen Wattenmeeres zum Nationalpark führte. Er ist verheiratet und lebt heute mit seiner Frau Susanne Prokosch und 4 Kindern in Norwegen.

## Arbeit
Prokosch studierte an den Universitäten Kiel und Bonn Biologie und Meereskunde. Er schloss sein Diplom mit einer Arbeit über die Ökologie der Ringelgans (Branta b. bernicla) ab und promovierte 1988 mit einer Dissertation in Zoologie zur Funktion des Schleswig-Holsteinischen Wattenmeeres als Rastgebiet für arktische Watvögel (Pluvialis squatarola, Calidris canutus und Limosa lapponica).
Von 1984 bis 1992 war er Chef des Wattenmeerbüros des WWF in Husum. 1992 wurde er Direktor des WWF International Arctic Programme in Oslo. Von 2002 bis 2006 war er Geschäftsführer von WWF Deutschland in Frankfurt am Main. Von 2006 bis 2014 war er Managing Director von GRID-Arendal - A Centre Collaborating with UNEP United Nations Environment Programme-Global Resource Information Database in Norwegen. Seit 2014 leitet er die von ihm mitgegründete NGO Linking Tourism and Conservation.

## Auszeichnungen
- Goldene Ringelgansfeder 2001
- Green Leaf Award der Wild Foundation 1993